# Anko Asato
Anko Asato (安里安恒, Asato Yasutsune/Ankō) foi um mestre da caratê, nascido em 1827 e falecido em 1906, natural de Oquinaua. Por direito hereditário, era o senhor da vila de Asato, sendo da classe Tonochi, foi conselheiro dos últimos reis de Ryukyu e primeiro mestre de Gichin Funakoshi.
O mestre fazia parte do pequeno círculo que formatou as bases do caratê moderno, grupo este que contava com Sokon Matsumura e Anko Itosu. Ele considerava que o caratê deve ser adaptável e dava maior relevo às técnicas de esquiva e movimentação — Tai sabaki —, pois as defesas com mão e pés perante um espada são de pouca ou nenhuma eficácia, dizendo que um carateca deve saber bloquear e desviar, conforme a situação que se lhe apresente, e que a estratégia vem sempre antes da ação, como Sun Tzu escreveu em A Arte da Guerra, do qual citava o asserto: "conhece-te a ti mesmo e a teu inimigo".
Também considerava que o caratê é uma arte marcial mortal, sendo assim um carateca tem por obrigação ser prudente, pelo que dizia: "as mãos e pés de qualquer um bem treinado em caratê são como espadas: podem matar com um simples toque".
No escopo de demonstrar a congruência de seu ponto de vista, Asato desafiou o mestre espadachim Yorin Kanna[a] para um duelo. Dizem que Asato, apenas com as técnicas de esquiva, conseguiu subjugar ao mestre Kanna, não uma mas várias vezes. Sabe-se que treinou esgrima do estilo Jigen-ryu.
Quando em 1879, o Japão anexou Oquinaua e forçou Sho Tai a abdicar do trono, removendo-o até Tóquio, onde se fixou e recebeu um título da alta norbreza japonesa, muitos dos nobres de Oquinaua seguiram seu rei e se foram viver no exílio, um daqueles nobres era Anko Asato. Consequência disso foi que o mestre parece não ter mais feito grandes contribuições para o caratê. Outra possibilidade para sua "invisibiliade" pode ter residido no fato de ser considerado um dos nobres que se mostraram simpáticos à causa japonesa, razão pela qual se tenha ido viver no exílio, haja vista não mais encontrar ambiente favorável em Oquinaua.[carece de fontes?]
O mestre parece não ter deixado muito a legar, mas há notícia de que tenha praticado e influído nas formas dos katas Kushanku e Bassai e que tenha desenvolvido técnicas de engodo, cujo mote era desviar a atenção do adversário, para abrir sua guarda e aplicar um golpe definitivo. Dizia ele: "se queres chutar, primeiro acena com as mãos"